# Cubatyphlops satelles
Cubatyphlops satelles — вид змій родини сліпунів (Typhlopidae). Ендемік Куби.

## Поширення і екологія
Cubatyphlops satelles відомі з типової місцевості, розташованої на схід від затоки Сьєнфуегос. Вони живуть в сухих прибережних чагарникових заростях.